# Association Najdeh
Die Association Najdeh (AN; arabisch جمعية النجدة الاجتماعية, DMG Ǧamʿiyyat an-Naǧda al-Iǧtimāʿiyya, englisch association=Verein, arabisch najdeh=Hilfe) ist eine nichtstaatliche Organisation, die im Libanon in den palästinensischen Flüchtlingslagern und deren Umfeld agiert. Sie kämpft gegen die Diskriminierung palästinensischer Frauen und beteiligt sich an Kampagnen für das Recht auf Arbeit im Libanon sowie das Recht auf Rückkehr der Palästinenser nach Palästina.

## Geschichte
Der Verein wurde 1976 von einer Gruppe von libanesischen Männern und Frauen gegründet. Sie zielt darauf ab, ein Einkommen für palästinensische Flüchtlinge, vor allem Frauen, nach deren Verlegung in das Flüchtlingslager des Tel-Za'atar zu gewährleisten. Eine Stickereiwerkstatt wurde eröffnet und schuf, ebenso wie ein Kindergarten und andere Arbeitsplätze, Verdienstmöglichkeiten. Schließlich wurde der Sitz nach Beirut verlegt und der Verein als soziale unabhängige libanesische nichtstaatliche Organisation 1978 im Innenministerium registriert.
Zwischen 2005 und 2006 entwickelte die Association Najdeh Verhaltensregeln zur Stärkung der Rolle gesellschaftlicher Institutionen. Man widersetzte sich der Einführung einer islamischen Verfassung im Jahr 2006 im Lager Burj al-Barajneh. Im Mai 2007 mobilisierte sie im Camp Nahr al-Bared während eines Konfliktes die Bewohner, um für Entlastung und Arbeitserleichterung zu demonstrieren. Am 30. April 2009 organisierte die Association Najdeh zusammen mit anderen libanesisch-palästinensischen Partnern Demonstrationen in allen Regionen des Libanon unter dem Motto „Kampagne für das Recht auf Arbeit der palästinensischen Flüchtlinge im Libanon“. Zuvor hatte sie mit Mitteln der Hilfsorganisationen Diakonia und Christian Aid eine Studie über den Beitrag der palästinensischen Flüchtlinge an der libanesischen Wirtschaft veröffentlicht.

## Ziele und Arbeitsweise
Der Hauptzweck ist die Stärkung von Frauen in der palästinensischen Gesellschaft, die von ihr als die am stärksten benachteiligten palästinensischen Flüchtlinge angesehen werden. Die Verbesserung ihrer Position in der palästinensischen Gesellschaft betrifft auch ihre wirtschaftliche, soziale und erzieherische Rolle.

## Organisation
Die Generalversammlung wählt ein Sekretariat; dieses bestimmt die Mitglieder des Exekutivkomitees.
Die Generalversammlung besteht zu 70 Prozent aus Frauen und zu 30 Prozent aus Männern. Zu Beginn umfasste sie sechs Frauen. Das Personal von Najdeh besteht hauptsächlich aus palästinensischen Flüchtlingsfrauen. 80 Prozent der Begünstigten sind Palästinenserinnen, die restlichen 20 Prozent sind Männer und Angehörige anderer Nationalitäten.
Najdeh ist in 26 Orten in und um Flüchtlingslager tätig. Die Programme konzentrieren sich auf Frauen und beinhalten: Berufsbildungsprogramme, Erziehungs- und Bildungsprogramme, Mutter-Kind-Programme, Programme für soziale Angelegenheiten, Projekte Häusliche Gewalt, Mikrokredit und die Stickerei. Najdeh fördert die Rechte der Palästinenser durch Sensibilisierung hinsichtlich der Gesundheit von Kindern, der Rechte der Frauen und der Kinder.
Najdeh erreicht über 10.000 Flüchtlinge in allen Lagern, einschließlich der Lager Burj El-Barajneh, Nahr al-Bared und Schatila.

## Grundwerte
Der Verein hat die Vision einer palästinensischen Gemeinschaft auf der Basis von nationalen Rechten und Menschenrechten, einer sozialen Justiz und der Gleichstellung von Frau und Mann. Seit August 2009 ist sie Mitglied des Humanitarian Accountability Partnership International (HAP International) und vertritt dessen Werte Transparenz und Rechenschaftspflicht.

## Finanzierung
Hinsichtlich der Finanzierung spielen Spenden vor allem von Geber-Organisationen und Einzelpersonen aus Europa, den USA und Kanada eine große Rolle. Andere Einkommensquellen sind Überschüsse aus der Produktion von Stickereien, Abgaben von Studenten in Ausbildung und Gebühren für die Programme "Frauen und Kinder".